# Stéphanie Frappartová
Stéphanie Frappartová (* 14. prosince 1983 Le Plessis-Bouchard) je francouzská fotbalová rozhodčí. Od roku 2009 je na seznamu mezinárodních rozhodčích FIFA a odpískala několik významných zápasů. V roce 2019 se stala první ženou, která řídila mezinárodní evropský zápas mužů a zápas francouzské Ligue 1, a v roce 2020 první ženou, která řídila zápas Ligy mistrů UEFA.

## Kariéra
Profesionální kariéru Frappartová odstartovala roku 2011, když pískala několik zápasů v Championnat National, třetí lize mužského fotbalu ve Francii. V roce 2014 se Frappartová stala první ženou, která pískala zápasy v Ligue 2, druhé lize profesionálního mužského fotbalu ve Francii. V roce 2015 působila jako rozhodčí na Mistrovství světa ve fotbale žen v Kanadě.
Dne 3. prosince 2018 byla Frappartová jmenována jako jedna z rozhodčích Mistrovství světa ve fotbale žen 2019 v rodné Francii. Po skončení osmifinálových duelů na tomto turnaji byla vybrána jako jedna z 11 rozhodčích, které odpískají závěrečné zápasy. Nakonec byla jmenována jako rozhodčí samotného finále turnaje, které se odehrálo 7. července 2019 mezi Spojenými státy a Nizozemskem.
V dubnu 2019 bylo oznámeno, že se stane první ženskou rozhodčí v Ligue 1, přičemž první zápas zde odpískala 28. dubna 2019, když řídila utkání mezi SC Amiens a Štrasburkem. Dne 2. srpna 2019 byla Frappartová jmenována rozhodčí Superpoháru UEFA 2019 mezi Liverpoolem a Chelsea, čímž se stala první ženou, která řídila vrcholné evropské utkání mužů. Dne 11. listopadu 2019 Frappartová řídila druhé utkání úvodního ročníku soutěže Champions Cup mezi vítězi irské ligy a irského poháru, v němž Dundalk porazil severoirského mistra Linfield 6:0. Frappartová během utkání udělila dvě žluté karty.
Dne 2. prosince 2020 se stala první ženou, která rozhodovala zápas Ligy mistrů UEFA mezi Juventusem a Dynamem Kyjev. V březnu 2021 řídila utkání druhého předkola Ligy mistrů UEFA žen mezi Atléticem Madrid a Chelsea. Později téhož měsíce se stala první ženou, která řídila kvalifikační zápas na Mistrovství světa, a to zápas mezi Nizozemskem a Lotyšskem.
Dne 7. května 2022 byla rozhodčí pro finále Coupe de France 2022. O 12 dní později, 19. května 2022, byla vybrána do 36členného seznamu rozhodčích pro Mistrovství světa 2022 v Kataru.